# Телепнев, Стахий Никитич
Стахий Никитич Телепнев (?—1806) — генерал-лейтенант русского императорского флота.

## Биография
Родился в 1740-г годах.
В 1763 году был зачислен в Морской кадетский корпус, обучаясь в котором, после производства в гардемарины совершил в 1766—1769 годах несколько морских компаний в Балтийском море.
После окончания корпуса в 1769 году в чине мичмана был направлен в Донскую флотилию и принял участие в русско-турецкой войне; 31 декабря 1772 года произведён в лейтенанты. В 1775 году переведён в Кронштадт и в 1776 году был назначен командиром пинка «Св. Евстафий». В 1776—1784 годах неоднократно совершал плавания в Средиземное море; 29 апреля 1780 года произведён в капитан-лейтенанты, а 26 ноября 1784 года был награждён орденом Св. Георгия IV степени. В 1785 году командовал фрегатом «Слава», а в 1786—1787]] годах — 66-пушечным линейным кораблем «Азия»; 1 мая 1786 года произведён в капитаны 2-го ранга. В 1788—1789 годах занимал должность помощника капитана Кронштадтского порта.
Во время русско-шведской войны командуя в чине капитана 1-го ранга (с 1 января 1790) 74-пушечным кораблем «Ярослав» отличился в Ревельском сражении, за что был награждён золотой шпагой с надписью «За храбрость». Отличился он также и в Выборгском сражении.
В 1791—1796 годах занимал должность капитана Ревельского, а в[1797—1802 годах – Кронштадтского портов. Был произведён 23 сентября 1798 года в чин генерал-майор, а 29 июня 1799 года «за усердную службу» пожалован орденом Св. Анны II-й степени и 11 ноября 1800 года награждён орденом Св. Иерусалимского командорского креста. В 1802 году был назначен председателем Московской Адмиралтейской конторы и 13 ноября того же года произведён в чин генерал-лейтенанта.
Скончался 12 (24) февраля 1806 года и был погребён в Спасо-Андрониковом монастыре.

## Семья
Жена — Анна Сергеевна.
Дочери — воспитанницы Смольного Института благородных девиц (вып. 1815): Елизавета и Мария.